# Glottra

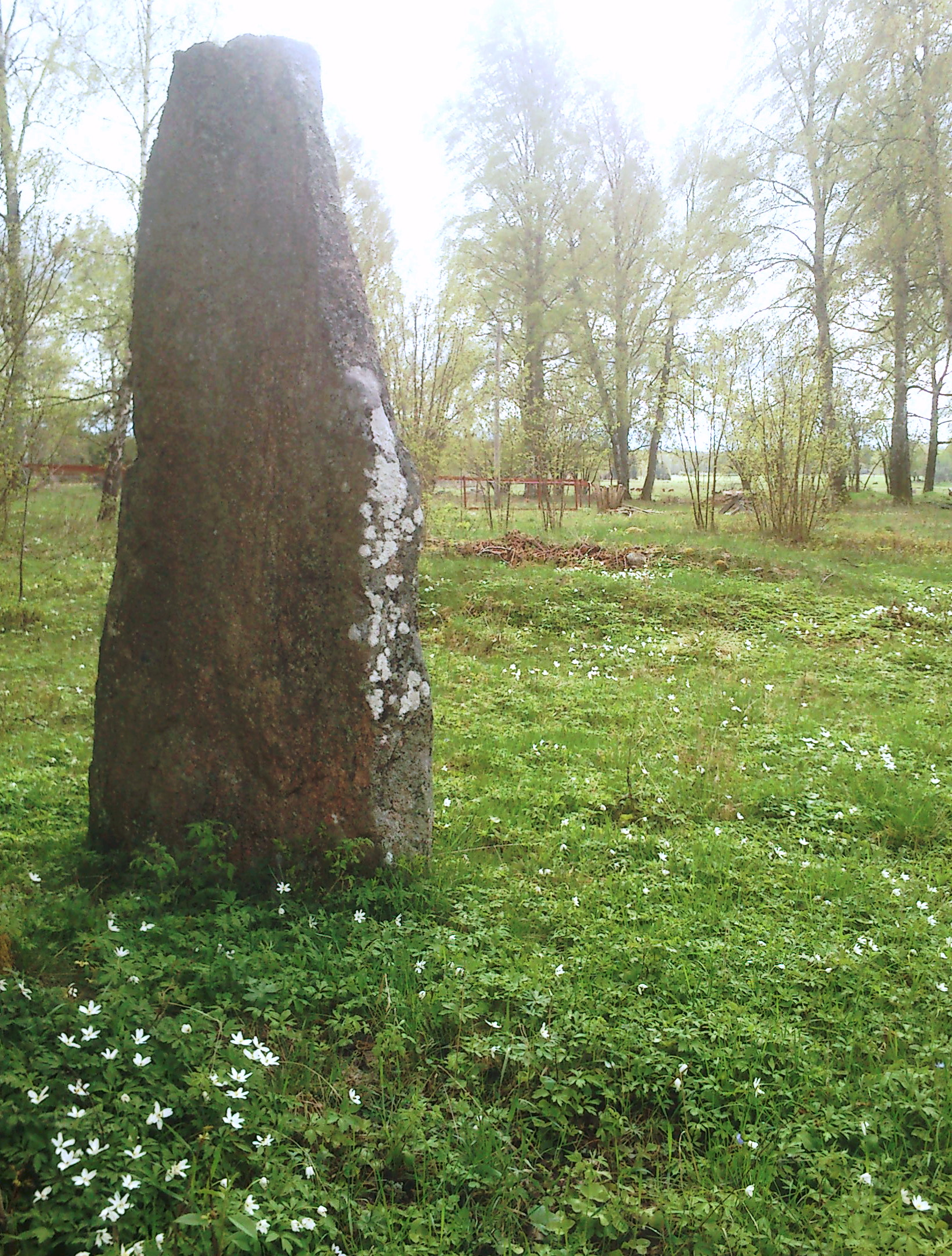
Glottrastenen

Glottra (egentligen Norra Glottra) är en by i Svennevads socken, Hallsbergs kommun vid riksväg 51 och öster om Glottrasjön.
Skolan i Glottra med dess tillhörande lärarbostad färdigställdes 1927. En av de första lärarna på skolan var författarinnan Irja Browallius. Hon gav 1934 ut novellsamlingen ”Vid byvägar och älgstigar” som hon skrev efter sina första sju år på skolan i Glottra. Skolverksamheten lades ned i början av 1960-talet då även järnvägen Pålsboda-Finspång som gick genom byn avvecklades.
Glottrastenen intill Glottra skola är Närkes största bautasten. Runt Glottrastenen ligger ett järnåldersgravfält med omkring 19 stensättningar. I nära omgivning till gravfältet på andra sidan vägen finns även flera odlingsrösen. Ytterligare två andra fornlämningar finns i Glottra; Svenders sten, vid infarten mot Haddebo i södra Glottra och en stensättning vid Glottrasjön. Stensättningen är rund och cirka 7 meter i diameter. Enligt Riksantikvarieämbetet är dateringen svår att fastställa. Fornlämningen är antingen från bronsåldern eller järnåldern. När stensättningen anlades låg Glottrasjöns yta högre än i dag.